# Llalli (distrito)
Llalli é um distrito do Peru, departamento de Puno, localizada na província de Melgar.

## Transporte
O distrito de LLalli é servido pela seguinte rodovia:
- PU-124, que liga a cidade de Juliaca ao distrito
- PE-3SG, que liga o distrito de Challhuahuacho (Região de Apurímac)  à cidade de Ayaviri (Região de Puno) [1][2][3]